# Tournee
Een tournee is een rondreis (van een artiest, politicus, sportteam en dergelijke).

## De eerste tournees
Sumeriërs, Perzen, Assyriërs, Babyloniërs, Egyptenaren, Grieken, Romeinen, allen kenden ze professionele opstellers om teksten te noteren en boodschappers om ze van het ene dorp naar het andere over te brengen. In een tijd waar analfabetisme integrale bevolkingsgroepen teisterde, brachten de boodschappers ook letterlijk de boodschappen over. Het waren voorlezers en vertellers die van stad tot stad trokken om op pleinen en markten het volk warm te maken voor feesten, spelen en oorlogen en - zonder totale paniek tot gevolg - slecht nieuws te brengen over politieke en militaire verliezen, misoogsten en rampen. Immers als het bericht in slechte aarde viel, moest de boodschapper zelf dit niet zelden met zijn leven bekopen. Later zou men dit in Europa oplossen door herauten onschendbaar te maken.
En die zin zijn de eerste rondreizende professionelen die de kunst van de retorica beoefenden en duizenden kilometer per jaar aflegden te plaatsen ruim 4000 v.Chr.

## Concerttournee
Een concerttournee is een reeks voorstellingen van een musicus of groep in verschillende steden en plaatsen. Vooral in de hedendaagse popmuziek kunnen concerttournees uitgroeien tot miljoenenondernemingen die meerdere maanden of zelfs jaren lopen zodat duizenden of miljoenen bezoekers worden getrokken.
De hoofdreden voor een concerttournee is soms puur artistiek – optreden voor een zo groot mogelijk publiek, soms commercieel - gericht op maximale inkomsten uit ticketverkoop, puur promotioneel – contractuele verplichtingen allerhande of geëngageerd – voor het goede doel of uit religieuze of politieke beweegredenen. Combinaties zijn altijd mogelijk. Muziekartiesten plannen hun tournee vaak na het verschijnen van een nieuw album. De liveoptredens op verschillende locaties dienen dan als promotie voor het album.

## (Politieke) campagne
In de Verenigde Staten en andere (ook Europese) landen, is het gebruikelijk dat presidentskandidaten en andere politici bij wijze van campagne een tournee door het hele land maken. Hoewel dit soort tournees steeds vaker aan impact inboet ten opzichte van debatten op televisie, wordt er nog steeds bijzonder veel tijd en energie in geïnvesteerd.